# بازجویی از لیو و لیسا
بازجویی از لیو و لیسا (به انگلیسی: The Interrogation of Leo and Lisa) یک فیلم کوتاه درام به کارگردانی همیش جنکینسون محصول سال ۲۰۰۶ است.